# Kuldscha dignitosa
Kuldscha dignitosa är en fjärilsart som beskrevs av Louis Beethoven Prout 1937. Kuldscha dignitosa ingår i släktet Kuldscha och familjen mätare. Inga underarter finns listade i Catalogue of Life.